# 尼崎市立武庫の里小学校
尼崎市立武庫の里小学校（あまがさきしりつ むこのさとしょうがっこう）は、兵庫県尼崎市武庫の里1丁目にある公立小学校。2024年（令和6年）9月13日現在の児童数は513名である。

## 沿革
- 1981年（昭和56年）
  - 4月1日 - 武庫小学校敷地内の仮校舎にて、9教室と管理諸室、武庫小学校の8教室を借用し、尼崎市立武庫の里小学校創立。開校時点の児童数は4学年以下の647名・学級数17学級・職員数30名。
  - 7月20日 - 新校舎（現在地）へ移転。
  - 10月28日 - 開校記念式典挙行し、この日（10月28日）を創立記念日と定める。
- 1982年（昭和57年）3月29日 - 南校舎4教室竣工。
- 1983年（昭和58年）3月24日 - 南校舎増築4教室及び便所竣工。
- 1984年（昭和59年）3月22日 - 第1回卒業証書授与式挙行。
- 1990年（平成2年）10月29日 - 創立10周年記念式典挙行。
- 1992年（平成4年）9月30日 - 生活科教室改造工事完了。
- 1994年（平成6年）1月10日 - 視聴覚室工事完了。
- 1995年（平成7年）1月17日 - 5時46分頃に発生した阪神大震災により、校舎が被災する。
- 1996年（平成8年）
  - 3月18日 - 震災復旧工事完了。
  - 4月1日 - 障害児学級新設。
- 1998年（平成10年）11月10日 - 正門改修。
- 2010年（平成22年）10月28日 - 創立30周年記念式典挙行。
- 2021年（令和3年）6月1日 - コミュニティスクール（学校運営協議会）設置。

## 通学区域と進学先中学校
出典

### 通学区域
- 武庫の里1丁目（全域）
- 武庫の里2丁目（全域）
- 常松1丁目（1～10番、12～14番）
- 常吉1丁目（全域）
- 常吉2丁目（全域）
- 武庫元町1丁目（全域）
- 武庫町1丁目（37～55番）
- 武庫町2丁目（15～17番）

### 進学先中学校
- 尼崎市立武庫中学校 - 武庫の里1丁目 （1～11番のみ）・武庫元町1丁目・武庫町1丁目・武庫町2丁目から通う児童の主な進学先。
- 尼崎市立常陽中学校 - 上記「通学区域」から、上述の「武庫中学校の通学区域」を除いた区域から通う児童の主な進学先。

## 周辺
- 尼崎市立東武庫公園
- 尼崎市立武庫小学校
- 尼崎市立武庫幼稚園 - 武庫小学校と敷地が接する。
- 尼崎市武庫西生涯学習プラザ
- 兵庫県警尼崎北警察署西武庫交番
- 尼崎市立武庫中学校
- 幼保連携型認定こども園ベビー・メーソン - 武庫中学校と敷地が接する。

## アクセス
- 阪神バス「45」系統で、「武庫元町」停留所より、学校正門まで、
  - 阪急武庫之荘（北）行のりばから、徒歩約350m・約5分。
  - 武庫営業所行のりばから、徒歩約360m・約5分。

## 通学区域が隣接している学校
- 尼崎市立武庫北小学校
- 尼崎市立武庫小学校
- 尼崎市立武庫南小学校
- 尼崎市立武庫東小学校